# Cloudburst
Cloudburst é um filme de co-produção norte-americana e canadense de 2011 dirigido por Thom Fitzgerald.